# 刘国钧
刘国钧（1887年4月2日—1978年3月8日），原名金生，江苏靖江人，中国企业家，曾任江苏省副省长。

## 生平
刘国钧幼年时因家中贫困无法继续学业，游走各地当学徒。1909年时终筹得六百银元后，在奔牛镇与同乡华云良一同开设和丰京货店，后改由他独资经营。当时正值辛亥革命之后，镇上其他店铺因害怕战乱而关闭店铺，只他一家继续营业，获利颇丰。
1915年时，他决定弃商从工，并改名国钧。次年，他在常州创办大纶机器织布厂，后又在家乡开设广丰布厂、公裕土纱布厂。1918年，创立广益织布厂，四年后又创办广益二厂，成为当时常州最大的织布厂。1927年，关闭广益一厂而单独经营广益二厂。1930年，与人一同盘下大纶久记纱厂（原大纶机器织布厂），并改名为大成纺织印染股份有限公司并任总经理。1932年，原独资经营的广益布厂合并入大成公司，改名为大成二厂。1936年时，又与汉口的震寰纱厂合作，改为大成三厂（后又改为大成四厂，并新建大成三厂）。抗日战争期间，大成一厂被抢掠、二厂被毁、三厂则被日军当作马厩、四厂则结束与大成合作，大成公司受到严重破坏。其后，三厂迁往上海及由瑞士刚运抵的设备在上海租界以英商名义开办安达纺织公司并任总经理。而存放在汉口的设备则运往四川，与卢作孚的三峡染织工厂合作，在北碚创办大明纺织染公司。
抗战结束后大成各厂均恢复生产，而刘国钧又在台北开设台安兴业公司，并与彭浩徐等创办中国纺织机械公司。1948年，在香港九龙开设东南纱厂。中华人民共和国成立后，于1949年底回到大陆，出任大成公司董事长兼总经理、安达公司副董事长兼副总经理。1951年，在黄炎培介绍下加入中国民主建国会。其后曾任江苏省人民政府委员、全国工商联执行委员、全国人大代表、民建中央委员等职。1954年，他当选第一届全国人大代表。9月，他出席第一届全国人大第一次会议讨论宪法草案，期间并发言。1956年出任江苏省副省长。1959年任江苏省工商联主任委员，同年又任民建江苏省主任委员。次年，出任民建中央常务委员、全国工商联副主任委员。文革期间，曾被红卫兵抄家。文革后，于1977年任江苏省政协副主席、江苏省人大常委。1978年在南京逝世。

## 家庭
- 妻 鞠秀英[2]
- 長子 劉漢堃
- 次子 劉漢棟
- 三子 劉漢良
- 女婿 查济民